# GAFOR
Un message GAFOR (General Aviation FORecast) permet de transmettre des prévisions météorologiques pour l'aviation générale. Avec les TAF, ils font partie des messages de prévision entrant dans la constitution de la partie météorologique d'un dossier de vol VFR. Le GAFOR spécifie, pour sa période de validité, les conditions prévues de visibilité (dominante) et de plafond (altitude minimale de secteur) pour chaque zone VFR, en utilisant le code ODMX.

## Diffusion
En France, les bulletins GAFOR sont élaborés trois ou quatre fois par jour par les sept directions inter-régionales de Météo France. Ces bulletins sont disponibles sur Aeroweb, la partie du site Météo-France dédiée à l'aviation.
À compter de l’automne 2019, dans le but d’améliorer le service rendu à l’aviation générale, la production du bulletin GAFOR sera remplacée par la mise à disposition de cartes de visibilité et de plafond nuageux issues du modèle de prévision numérique AROME. Ces cartes disponibles sur Aéroweb seront mises à jour 24 heures sur 24 et seront produites pour une échéance de prévision de 30h maximum.

## Code ODMX
Un code ODMX est constitué d'une lettre, éventuellement associée à un chiffre (par exemple : O, M2 ou D5). Ce code résume les conditions prévues de visibilité et de plafond (seule la nébulosité supérieure à 4 octas est prise en compte pour la détermination du plafond).
- X : fermé (le vol est impossible en VFR)
- M : marginal
- D : difficile
- O : ouvert (sans difficulté majeure)

Un chiffre est adjoint aux lettres M et D pour préciser le degré de difficulté : de 1 à 3 pour D et de 1 à 5 pour M.
| Hauteur h / visibilité v              | v < 1,5 km | 1,5 = v < 5 km | 5 = v < 8 km | = 8 km |
| ------------------------------------- | ---------- | -------------- | ------------ | ------ |
| h = 600 m (2000 ft)                   | X          | M3             | D2           | O      |
| 300 m (1000 ft) = h < 600 m (2000 ft) | X          | M4             | D3           | D1     |
| 150 m (500 ft) = h < 300 m (1000 ft)  | X          | M5             | M2           | M1     |
| h < 150 m (500 ft)                    | X          | X              | X            | X      |

## Zones VFR en France
La France est découpée en 61 zones numérotées.

## Syntaxe

### Syntaxe générale d'un message GAFOR
Chaque message est composé d'un en-tête et d'une partie contenant les prévisions par zones.
```
FBFR20 CCCC YYGGgg
GAFOR CCCC G1G1G2G2
BBBB
numéro(s) de zone(s) Wg(k) (w’w’) (TTTTT G’1G’1G’2G’2 (Wg(k)) (w’w’)) (LLL wg(k) (w’w’)) =
```

| Groupe d'identification :          |                                                                              |
| FBFR20                             | Code de transmission                                                         |
| CCCC                               | Code OACI du centre rédacteur                                                |
| YYGGgg                             | Date (YY : jour du mois, GGgg : heure et minutes de rédaction)               |
| GAFOR                              | Signale un message GAFOR                                                     |
| CCCC                               | Code OACI de l'aéroport                                                      |
| G1G1G2G2                           | Heures de début (G1G1) et de fin (G2G2) de validité                          |
| BBBB                               | Code de transmission                                                         |
| Groupe de temps significatif :     |                                                                              |
| numéro(s) de zone(s)               |                                                                              |
| Wg(k)                              | Code ODMX                                                                    |
| w’w’                               | Temps significatif associé au code précédent                                 |
| Évolution (groupe facultatif) :    |                                                                              |
| TTTTT                              | BECMG (évolution régulière ou irrégulière) ou TEMPO (fluctuation temporaire) |
| G’1G’1G’2G’2                       | Heure de l'évolution                                                         |
| Wg(k)                              | Nouvelles conditions ODMX                                                    |
| w’w’                               | Nouveau temps significatif associé                                           |
| Localisation (groupe facultatif) : |                                                                              |
| LLL                                | Localisation : LOC, MAR, COT, LAN, etc.                                      |
| wg(k)                              | Conditions ODMX locales                                                      |
| w’w’                               | Temps significatif local                                                     |
| =                                  | Fin du message                                                               |

### Codes utilisés pour les prévisions par zones
Les indicateurs utilisés pour le temps sensible ou l'évolution sont les mêmes que ceux utilisés pour les messages METAR, SPECI ainsi que sur les cartes TEMSI.

#### Temps significatif associé
- DS : tempête de poussière
- DZ : bruine
- FC : trombe
- FG : brouillard
- FZ : se congelant
- GR : grêle
- GS : grésil
- PL : granules de glace
- RA : pluie
- SH : averses
- SN : neige
- SS : tempête de sable
- TS : orage

#### Indicateur de localisation
- MAR : en mer
- COT : sur la côte
- LAN : à l'intérieur des terres
- LOC : localement
- MON : au-dessus des montagnes
- SFC : en surface
- VAL : dans les vallées
- CIT : à proximité ou au-dessus de villes importantes

## Exemples
```
GAFOR LFRN 1521
BBBB
20/22 25 26 O LOC D1 SHRA BECMG 1517 O
23 24 27 O LOC D3 RA BECMG 1517 O
28 29 O=
```

| GAFOR                      | Nature du message : GAFOR                                                                                             |
| LFRN                       | Code OACI de l'aéroport de Rennes                                                                                     |
| 1521                       | valable de 15 h à 21 h UTC                                                                                            |
| BBBB                       | Code de transmission (fin de l'en-tête)                                                                               |
| 20/22 25 26                | Pour les zones 20 à 22 ainsi que 25 et 26                                                                             |
| O LOC D1 SHRA BECMG 1517 O | Conditions O (sans difficulté majeure), localement D1 (averses de pluie), évoluant de 15 h à 17 h UTC en conditions O |
| 23 24 27                   | Pour les zones 23, 24 et 27                                                                                           |
| O LOC D3 RA BECMG 1517 O   | Conditions O, localement D3 (pluie), évoluant en conditions O de 15 h à 17 h UTC                                      |
| 28 29 O                    | Conditions O pour les zones 28 et 29                                                                                  |
| =                          | Fin du message |